# Faxe Sogn
Faxe Sogn 
ist eine Kirchspielsgemeinde (dän.: Sogn)
auf der Insel Sjælland im südlichen Dänemark.
Bis 1970 gehörte sie zur Harde Fakse Herred im damaligen Præstø Amt, danach zur Fakse Kommune im
Storstrøms Amt, die im Zuge der  Kommunalreform zum 1. Januar 2007
in der
Faxe Kommune in der Region Sjælland aufgegangen ist.

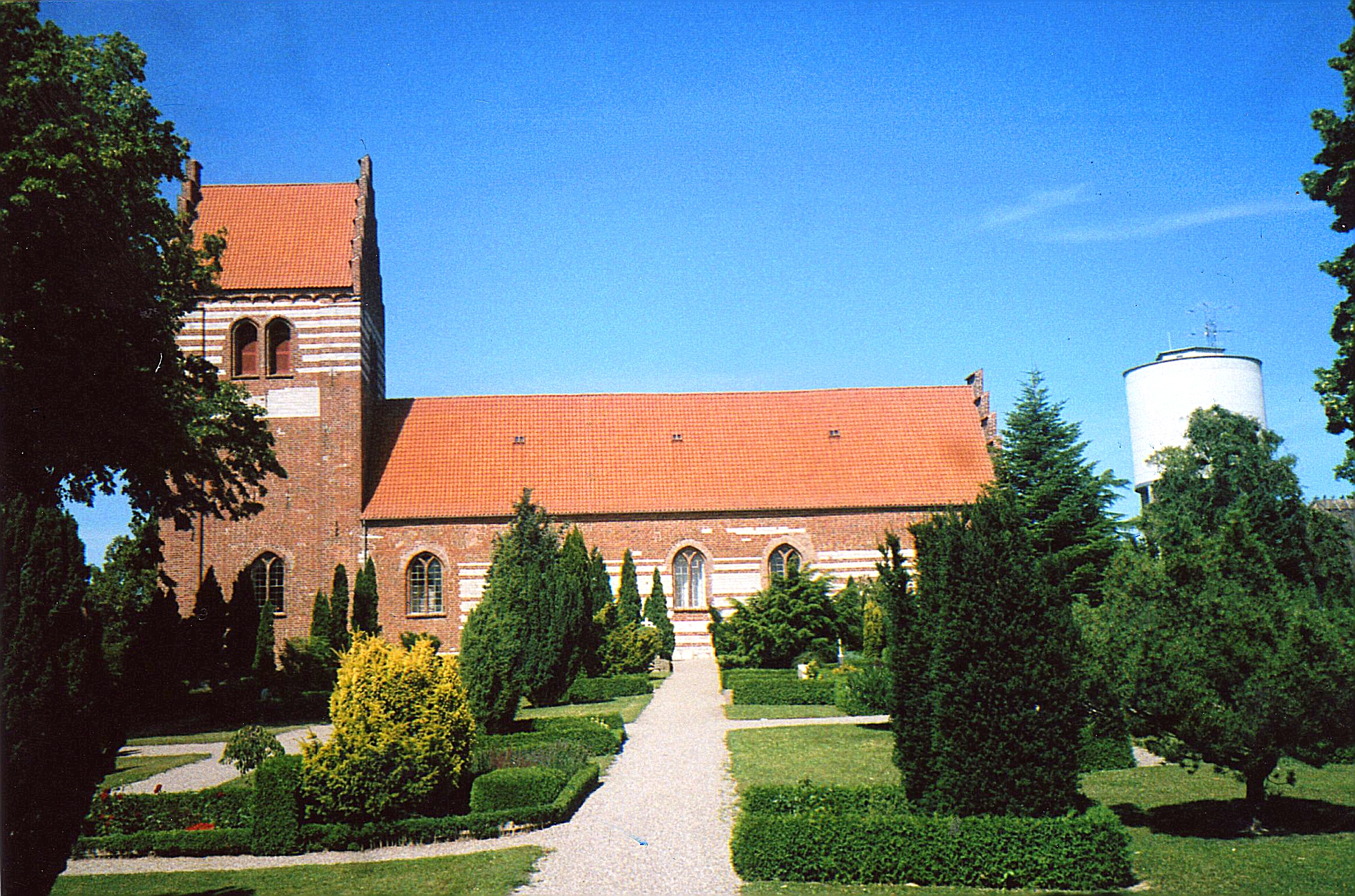
Faxe Kirke

Im Kirchspiel leben 4933 Einwohner, davon 4189 im Kommunenzentrum Faxe (Stand: 1. Januar 2023).
Im Kirchspiel liegt die Kirche „Faxe Kirke“.
Nachbargemeinden sind im Nordwesten Øster Egede Sogn, im Nordosten Karise Sogn, im Osten Alslev Sogn, im Südosten Hylleholt Sogn, im Süden Roholte Sogn und im Westen Kongsted Sogn.